# Kim Tok-hun
Kim Tok-hun (1961) è un politico e funzionario nordcoreano, Primo ministro della Corea del Nord (Presidente del Gabinetto) dall'agosto 2020 al dicembre 2024; è allo stesso tempo un membro a tempo pieno del politburo del Partito del Lavoro di Corea e ha servito come direttore del comitato del bilancio parlamentare. È formalmente un ex delegato della cooperazione tra la Corea del Nord e la Corea del Sud, carica che ha ricoperto fino a quando non è stato nominato vice-primo ministro della Corea del Nord dall'Assemblea popolare suprema.

## Biografia
È membro del Comitato centrale del Partito del Lavoro di Corea sin dal VII Congresso svoltosi nel maggio 2016. In seguito è entrato a far parte del politburo del partito l'11 aprile 2019 come membro alternato, in seguito è stato promosso a membro a tempo pieno il 31 dicembre, e attualmente e un vicepresidente di partito, con un portfolio che include la direzione del dipartimento degli affari dei quadri di partito. Ha conquistato l'approvazione di Kim Jong-un dopo aver smascherato uno scandalo di corruzione che coinvolgeva diverse strutture di addestramento dei quadri del partito nel febbraio dello stesso anno. Nell'aprile 2020 è stato nominato presidente del comitato del bilancio parlamentare dell'Assemblea popolare suprema.
Il 13 agosto 2020, in piena esplosione dell'epidemia COVID-19 in Corea del Nord e delle inondazioni che hanno colpito la parte meridionale del paese, è stato nominato Presidente del Gabinetto (primo ministro) da Kim Jong-un, carica che ha elevato il suo rango nel presidium del politburo del partito.